# Flammkuchen
Flammkuchen (alsacisk Flammekueche, fransk tarte flambée) er en over 200 år gammel specialitet fra Pfalz, Baden og Alsace. Den ligner en meget tynd pizza.
Den traditionelle Flammkuchen har et lag af fromage blanc med løg og bacon ovenpå. Flammkuchen findes i utallige variationer verden over som snack, hovedret og dessert.
Historie:
Opskriftens historie varierer: Den mest udbredte er, at den simple dej skulle vise om brødovnen var varm nok. Dejen blev rullet meget tynd ud, sat i ovnen og skulle have et vist udseende efter en vis tid.
Det udviklede sig til en Flammkuchen, flammekage.